# Campionat internacional d'esgrima de 1931
El Campionat internacional d'esgrima de 1931 fou la novena edició de la competició que en l'actualitat es coneix com a Campionat del Món d'esgrima. Es va disputar a Viena.

## Resultats

### Resultats masculins
| Proves            | Or | Plata | Bronze'                                                                                                 |
| Floret individual | René Lemoine | Gustavo Marzi                                                                                            | John Emrys Lloyd                                                                                        |
| Floret per equips | ItàliaGiorgio Chiavacci · Giulio Gaudini · Gioacchino Guaragna · Gustavo Marzi · Ugo Pignotti · Saverio Ragno       | HongriaJános Hajdú · Ottó Hatz · Gusztáv Kálniczky · György Piller · József Rády · Péter Tóth            | Àustria Ernst Baylon · Richard Brünner · Kurt Ettinger · Karl Hanisch · Hans Lyon · Karl Sudrich        |
| Sabre individual  | György Piller | Endre Kabos                                                                                              | Attila Petschauer                                                                                       |
| Sabre per equips  | HongriaAladár Gerevich · Gyula Glykais · Sándor Gombos · Endre Kabos · Attila Petschauer · György Piller            | ItàliaRenato Anselmi · Arturo De Vecchi · Giulio Gaudini · Gustavo Marzi · Ugo Pignotti · Emilio Salafia | Alemanya Erwin Casmir · Julius Eisenecker · August Heim · Heinrich Moos                                 |
| Espasa individual | Georges Buchard | Bernard Schmetz                                                                                          | Paul Rousset                                                                                            |
| Espasa per equips | ItàliaCarlo Agostoni · Nino Bertolaia · Giancarlo Cornaggia-Medici · Renzo Minoli · Saverio Ragno · Franco Riccardi | França Jacques Coutrot · Fernand Jourdant · Louis Prat · Paul Rousset · Bernard Schmetz                  | Suècia Curt Dahlgren · Gustaf Dyrssen · Hans Granfelt · Carl Gripenstedt · Nils Hellsten · Sven Thofelt |

### Resultats femenins
| Proves            | Or           | Plata             | Bronze'     |
| Floret individual | Helene Mayer | Erna Bogen-Bogáti | Ellen Preis |

## Medaller
| Posició | País       | Or | Plata | Bronze | Total |
| 1       | Hongria    | 2  | 3     | 1      | 6     |
| 2       | França     | 2  | 2     | 1      | 5     |
| 3       | Itàlia     | 2  | 2     | 0      | 4     |
| 4       | Alemanya   | 1  | 0     | 1      | 2     |
| 5       | Àustria    | 0  | 0     | 2      | 2     |
| 6       | Regne Unit | 0  | 0     | 1      | 1     |
| -       | Suècia     | 0  | 0     | 1      | 1     |
| TOTAL   | TOTAL      | 7  | 7     | 7      | 21    |